# Valea Ciuciului, Alba
Valea Ciuciului (în maghiară Zilahipatak) este un sat în comuna Noșlac din județul Alba, Transilvania, România.

## Date geografice
Coordonate: 46°23'56"N, 23°57'40"E 
Altitudine medie = 266 m.

## Generalități
Tip localitate: sat.
Populație: 16 locuitori (13 români, 3 maghiari).
Zona: Podișul Târnavelor - Terasele Mureșului.
Ape: Ciuciul
Dealuri: Găbud (504 m altitudine)